# 99 River Street
99 River Street (bra: A Morte Ronda o Cais) é um filme noir estadunidense dirigido por Phil Karlson e estrelado por John Payne e Evelyn Keyes. O filme é baseado em um conto de George Zuckerman. Foi produzido por Edward Small e lançado em 3 de outubro de 1953 pela United Artists.

## Elenco
- John Payne como Ernie Driscoll
- Evelyn Keyes como Linda James
- Brad Dexter como Victor Rawlins
- Frank Faylen como Stan Hogan
- Peggie Castle como Pauline Driscoll
- Jay Adler como Christopher
- Jack Lambert como Mickey
- Glenn Langan como Lloyd Morgan
- Eddy Waller como Pop Durkee
- John Day como Bud
- Ian Wolfe como Waldo Daggett
- Peter Leeds como Nat Finley
- William Tannen como Diretor
- Gene Reynolds como Chuck
- Paul Bryar como Bartender

## Recepção
O crítico do New York Times fez uma avaliação negativa ao filme, escrevendo que "... nesta versão desgastada, John Penn é um motorista de táxi que sonha com o que pode ser no mundo do boxe". Dizer que este filme é ofensivo seria gentil, apontar que ele induz a um tédio irritado seria correto. Os réus nesse crime de arte são o roteirista Robert Smith e o diretor Phil Carlson. É interessante ponderar como o Sr. Karlson conseguiu passar algumas cenas censuráveis do código de produção. Talvez tenha sido apenas licença artística".